# Allium toksanbaicum
Allium toksanbaicum (цибуля токсанбайська) — вид трав'янистих рослин родини амарилісові (Amaryllidaceae), ендемік Казахстану. Вид відрізняється від близькоспорідненого Allium obliquum пурпуровим оцвітиною (не жовтою), напівкулястим і нещільним суцвіттям, округлими цибулинами (не довгасто-яйцеподібними).

## Опис
2n = 2x = 16.

## Поширення
Ендемік Казахстану (хребет Токсанбай).
Вид зростає на осипових схилах в альпійському поясі.

## Етимологія
Новий вид названий за місцем знаходження — хребет Токсанбай, Казахстан.